# Callopistria plena
Callopistria plena là một loài bướm đêm trong họ Noctuidae.